# Fluorofor

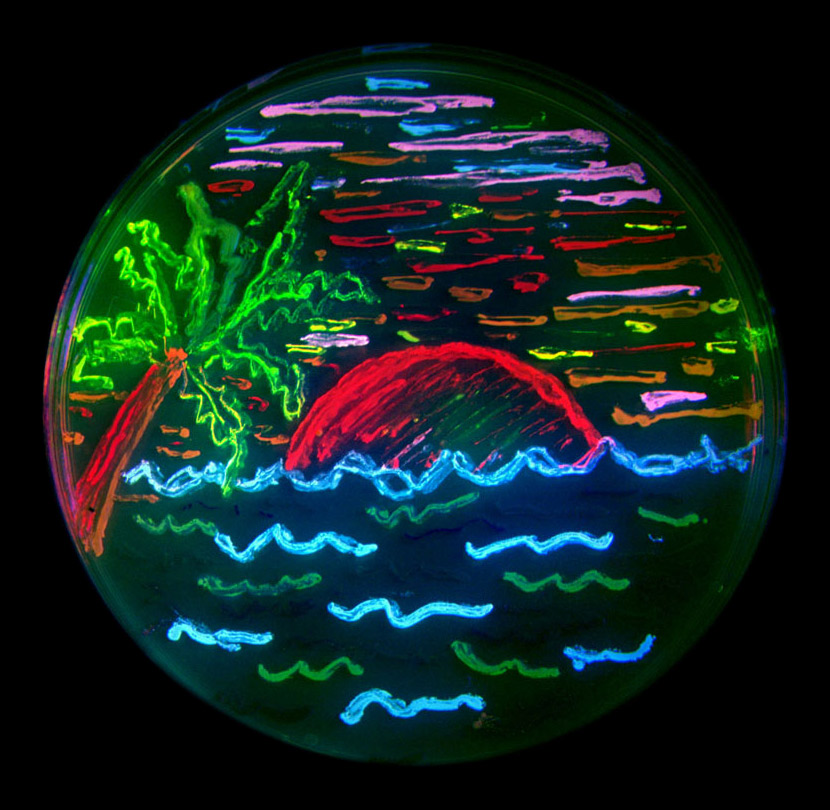
malba vytvořená z fluorescentních bílkovin v Petriho misce

Fluorofor je molekula, která po osvícení světlem určité vlnové délky absorbuje energii tohoto záření a prakticky okamžitě ji ztratí emisí záření o delší vlnové délce. Tomuto jevu se říká fluorescence. Fluoroforem může být malá molekula, typicky organická sloučenina s aromatickým jádrem, nebo i celý protein (např. GFP).
Fluorofor bývá nejčastěji kovalentně připojen k makromolekule, kde slouží jako značka, kterou lze detekovat. Takovými makromolekulami mohou být například protilátky, nukleové kyseliny nebo peptidy. V řadě metod jsou využívány ke značení tkání, buněk nebo materiálů. Mezi nejznámější fluorofory patří například fluoresceinisothiokyanát (FITC) nebo fluorofory odvozené od rhodaminu (TRITC), kumarinu nebo cyaninu. Nové generace fluoroforů jsou zpravidla účinnější než tradiční fluorofory se srovnatelnou excitací a emisí. Jsou stabilnější na světle, jasnější a méně pH senzitivní.

## Molekulová hmotnost
Většina fluoroforů jsou malé organické molekuly o velikosti 20–100 atomů (200–1 000 daltonů – molekulová hmotnost může být i vyšší podle toho, zda jsou přítomny modifikace nebo další konjugované molekuly). Existují však i výrazně větší přírodní fluorofory. Jedná se o proteiny – například zelený fluorescenční protein (green fluorescent protein – GFP), který má molekulovou hmotnost 27 kDa nebo fykoerythrin (phycoerythrine – PE) a allofykocyanin (allofycocyanin – APC), které mají molekulovou hmotnost až 240 kDa.

## Skupiny fluoroforů
Fluorofory lze využívat samostatně, nebo mohou být fluorescenčním motivem jiného funkčního systému. Na základě struktury se fluorofory dělí do čtyř základních skupin – proteiny a peptidy, malé organické molekuly, syntetické oligomery a polymery, multimolekulové systémy. Fluorescenční proteiny, jako jsou například zelený (GFP), žlutý (YFP) nebo červený (RFP) fluorescenční protein, mohou být spojovány s jiným studovaným proteinem. Dohromady tak lze vytvořit fúzní protein, který je syntetizován buňkami po transfekci příslušným plazmidem. Takový fúzní protein tak usnadňuje vizualizaci a studium jiného studovaného proteinu.

### Příklady fluoroforů
- Pacifická modř (ex. 403 nm; em. 455 nm)
- R-fykoerythrin (PE) (ex. 480 nm; 565 nm; em. 578 nm)
- PerCP (ex. 490 nm; em. 675 nm)
- Cy5.5 (ex. 675 nm; em. 694 nm)
- Texaská červeň (ex. 589 nm; em. 615 nm)
- Allofykocyanin (APC) (ex. 650 nm; em. 660 nm)

## Využití
Fluorofory mají významné využití například v průtokové cytometrii. Protilátky konjugované s různými fluorofory jsou využívány k detekci extracelulárních i intracelulárních molekul nejrůznějšího typu – proteiny, peptidy, cytokiny, cytoskelet, buněčné jádro, DNA apod. Takto značená protilátka se naváže na příslušnou molekulu, ke které je specifická, a následně může být detekována. K detekci se využívá průtokový cytometr, který prostřednictvím laseru excituje fluorofor. Každý fluorofor má charakteristické excitační a emisní spektrum. Ta jsou detekována detektorem. Emisní spektra různých fluoroforů se mohou překrývat, proto je důležité zvolit vhodnou kombinaci fluoroforů pro daný experiment. Při navrhování experimentů je praktické využít software Spectra Viewer, který bývá dostupný online na stránkách řady biotechnologických firem.